# ماساتوشی هیگوچی
ماساتوشی هیگوچی (ژاپنی: 樋口 昌俊؛ زادهٔ ۱۰ اوت ۱۹۸۵) یک بازیکن فوتبال اهل ژاپن است.
از باشگاه‌هایی که در آن بازی کرده‌است می‌توان به باشگاه فوتبال وگالتا سندای اشاره کرد.